# Keith Mann
Keith Mann er en britisk dyreretsaktivist som menes at være overordnet aktivist i Animal Liberation Front. Han blev først arresteret i 1992 i forbindelse med et angreb på en rævejægers hjem. I 1994 blev han idømt 14 års fængsel for besiddelse af eksplosive materialer, ansporen til kriminelle handlinger, kriminel skade og flugt fra arresten. Ved at appellere fik han dog strafnedsættelse til 11 år. The Guardian har beskrevet hans aktiviteter som "terrorist-lignende sabotagekampagner mod kødindustrien." 
Mann, som bor i Poole, Dorset, blev prøveløsladt, men fængslet igen i april 2005 efter at have brudt ind på et forskningslaboratorium og fjernet 695 indespærrede mus, som blev brugt til at teste toksin som bruges i Botox. Firmaet bag sagde at deres tests var til et medicinsk produkt kaldet Dysport, lavet af Ipsen Biopharm. Mann sagde derimod at dokumenter som han fjernede fra laboratoriet viste at testene skulle bruges til kosmetiske formål, hvilket er forbudt i Storbritannien. Firmaet benægtede at de brød britisk lov.